# Ellen Pompeo
Ellen Kathleen Pompeo (Everett, 10 de novembro de 1969) é uma atriz, diretora e produtora norte-americana, mundialmente conhecida pela personagem Meredith Grey, protagonista da série Grey's Anatomy, criada por Shonda Rhimes, transmitida desde 2005 pela emissora americana ABC. É também conhecida pela pequena participação como Karen Page em Daredevil e também fez uma aparição na série Friends na décima temporada episódio 10.

## Biografia
Pompeo nasceu em Everett, Massachusetts. Seu pai era descendente de italianos e escoceses, enquanto sua mãe possuia origem irlandesa. Ellen perdeu a mãe quando tinha quatro anos por conta do vício em analgésicos. Seu pai se casou um tempo depois e morreu em setembro de 2012. É a caçula de cinco irmãos. Ela foi apelidada de "stracciatella" (sabor de sorvete italiano). Ela foi criada como católica romana. Ellen chegou a morar em Nova York, mas foi no período em que morou em Miami, trabalhando como garçonete, que conheceu o fotográfo Andrew Rosenthal, com quem acabou se relacionando. Quando Rosenthal decidiu se mudar para Nova York, Ellen o acompanhou.
Já em Nova York, Ellen tornou-se bartender no famoso bairro do SoHo. E foi justamente lá que um agente a abordou, oferecendo-lhe a oportunidade de aparecer em comerciais.
Tudo começou com comerciais para o Citibank e a L'Oreal, pequenas participações em filmes como Strangers with Candy e o drama médico Strong Medicine e uma série de papéis em filmes de pouco destaque.
Rosenthal realmente acreditava no potencial e no talento de Ellen, e sentia que ela possuía tudo que era necessário para se tornar uma grande atriz, dizendo-lhe que, enquanto ela levasse aquele objetivo a sério, ele a ajudaria no que fosse necessário para ela se estabelecer e, consequentemente, lançar-se no caminho do sucesso. Pompeo fez sua estréia no cinema em 1999 com a comédia romântica Coming Soon, e passou a desempenhar papéis menores em filmes como In the Weeds e Mambo Café mas, encontrou pouco sucesso inicialmente. Um ponto de viragem veio em sua carreira em 2002, quando ganhou reconhecimento por seu papel principal no drama Moonlight Mile de Brad Silberling. Ellen, em seguida, estrelou na ABC no popular do drama médico Grey's Anatomy, como a personagem-título Dra. Meredith Grey. Por seu papel na série de longa duração ganhou dois People's Choice, um Satellite Awards e foi indicada ao Globo de Ouro além de prêmios menores como Teen Choice, MTV Awards e o Golden Derby Awards, ganhando um Screen Actors Guild e um Satellite Awards junto ao elenco. O personagem tornou-se amplamente popular, fazendo de Ellen uma das atrizes de televisão mundialmente mais populares. Em 2011, ela foi nomeada a nona atriz de TV mais bem paga da Forbes, ganhando US$ 7 milhões. A partir de 2013, renovou seu contrato com a ABC passando a ganhar US$ 350.000 por cada episódio em Grey's. Em 2015, Pompeo ficou em quarto lugar na lista de atrizes de televisão mais bem pagas da Forbes, com o lucro de US$ 11,5 milhões, o local que manteve no ano seguinte com o lucro de US$ 14,5 milhões. Os outros papéis notáveis do filme de Pompeo incluem a comédia Old School (2003), o filme de super-heróis Daredevil (2003), o caper filme Art Heist (2004) e o drama de comédia Life of the Party (2005). Em outubro de 2007, ela foi homenageada com a realização especial em entretenimento pela National Italian American Foundation por sua realização na indústria do entretenimento.
Apos 19 temporadas Ellen sai da serie Grays Anatomy, na qual foi protagonista por 17 anos.

## Vida pessoal
Atualmente, Pompeo está casada com o produtor musical Chris Ivery. Aos 39 anos, Ellen deu à luz sua primeira filha, Stella Luna, que nasceu em 15 de Setembro de 2009. Atualmente ela tem 3 filhos, Stella Luna Pompeo Ivery (2009), Sienna May Pompeo Ivery (2014) e Eli Christopher Pompeo Ivery (2016). Sendo os pequenos Sienna e Eli gerados por barriga de aluguel. A atriz também é uma das principais apoiadoras da American Cancer Society.

## Filmografia

### Cinema
| Cinema | Cinema              | Cinema        |
| Ano    | Título              | Papel         |
| ------ | ------------------- | ------------- |
| 2000   | Eventual Wife       | Beth          |
| 2000   | In the Weeds        | Martha        |
| 2002   | Moonlight Mile      | Bertie Knox   |
| 2002   | Catch Me If You Can | Marci         |
| 2003   | Daredevil           | Karen Page    |
| 2003   | Old School          | Nicole        |
| 2003   | Undermind           | Flynn         |
| 2004   | Nobody's Perfect    | Veronica      |
| 2004   | Art Heist           | Sandra Walker |
| 2005   | Life of the Party   | Phoebe Elgin  |

### Televisão
| Televisão     | Televisão            | Televisão                    | Televisão                          |
| Ano           | Título               | Papel                        | Notas                              |
| ------------- | -------------------- | ---------------------------- | ---------------------------------- |
| 1999          | Strangers with Candy | Lizzie Abrams                | 2 episódios                        |
| 1996-2000     | Law & Order          | Jenna Weber / Laura Kendrick | 2 episódios                        |
| 2000          | Get Real             | Nina Adler                   | 1 episódio                         |
| 2001          | Strong Medicine      | Quincy Dunne                 | 1 episódio                         |
| 2001          | The Job              | Sue                          | 1 episódio                         |
| 2004          | Friends              | Missy Goldberg               | 1 episódio                         |
| 2005-presente | Grey's Anatomy       | Dr. Meredith Grey            | Protagonista/Produtora/Diretora    |
| 2018          | Station 19           | Dr. Meredith Grey            | Participação especial/Co-Produtora |
| 2019          | RuPaul's Drag Race   | Ela mesma                    | Jurada                             |
| 2025          | Good American Family | Kristine Barnett             | Protagonista/Produtora executiva   |